# Verwaltungsgemeinschaft Ranis-Ziegenrück
De Verwaltungsgemeinschaft Ranis-Ziegenrück in het Thüringische landkreis Saale-Orla-Kreis is een gemeentelijk samenwerkingsverband waarbij 14 gemeenten zijn aangesloten. Het bestuurscentrum bevindt zich in Ziegenrück.

## Deelnemende gemeenten
De volgende gemeenten maken deel uit van de Verwaltungsgemeinschaft:
1. Crispendorf ()
2. Eßbach (238)
3. Gössitz (296)
4. Keila (71)
5. Krölpa (2.584)
6. Moxa (82)
7. Paska (99)
8. Peuschen (447)
9. Ranis, Stadt (1.657)
10. Schmorda (87)
11. Schöndorf (267)
12. Seisla (141)
13. Wilhelmsdorf (217)
14. Ziegenrück, Stadt (640)

Bad Lobenstein · Bodelwitz · Burgk · Dittersdorf · Döbritz · Dreba · Dreitzsch · Eßbach · Gefell · Geroda · Gertewitz · Görkwitz · Göschitz · Gössitz · Grobengereuth · Hirschberg · Keila · Kirschkau · Knau · Kospoda · Krölpa · Langenorla · Lausnitz · Lemnitz · Linda bei Neustadt an der Orla · Löhma · Miesitz · Mittelpöllnitz · Moßbach ·  Moxa · Neundorf (bij Schleiz) · Neustadt an der Orla · Nimritz · Oberoppurg · Oettersdorf · Oppurg · Paska · Peuschen · Plothen · Pörmitz · Pößneck · Pottiga · Quaschwitz · Ranis · Remptendorf · Rosendorf · Rosenthal am Rennsteig · Saalburg-Ebersdorf · Schleiz · Schmieritz · Schmorda · Schöndorf · Seisla · Solkwitz · Tanna · Tegau · Tömmelsdorf · Triptis · Volkmannsdorf · Weira · Wernburg · Wilhelmsdorf · Wurzbach · Ziegenrück